# فرنسيس بير
فرنسيس بير (بالإنجليزية: Francis Beer)‏ هو عالم سياسة أمريكي، ولد في 5 فبراير 1939 في نيويورك في الولايات المتحدة.

## وصلات خارجية
- الموقع الرسمي